# Rickettsia rickettsii
Rickettsia rickettsii este o specie de bacterie Gram-negativă din  genul Rickettsia, familia Rickettsiaceae. Este o specie de tip cocobacil, intracelulară, patogenă, cu lungimea de 0,8 - 2,0 μm. R. rickettsii este agentul etiologic patogen al bolii infecțioase denumite febra pătată a Munților Stâncoși. Este una dintre cele mai patogene specii de rickettsii.